# Wim Crouwel
Willem Hendrik "Wim" Crouwel (Groninga, 21 de noviembre de 1928-Ámsterdam, 19 de septiembre de 2019) fue un diseñador gráfico y tipógrafo neerlandés. Su estilo sigue los preceptos del Estilo Tipográfico Internacional, también conocido como «estilo suizo».

## Formación
Entre 1947 y 1949 estudió Bellas Artes en la Academia Minerva de Groninga, ciudad al norte de Países Bajos. Después de graduarse de una escuela de arte tradicional, sirvió durante dos años en el ejército. Recién salido del ejército, fue contratado por una empresa de exposiciones en Ámsterdam. Durante una entrevista en 2011, Crouwel dijo que su formación artística tradicional no le había enseñado nada sobre tipografía, y que finalmente lo aprendió asistiendo a clases nocturnas de tipografía en lo que ahora es la Academia Gerrit Rietveld en Ámsterdam.

## Carrera profesional

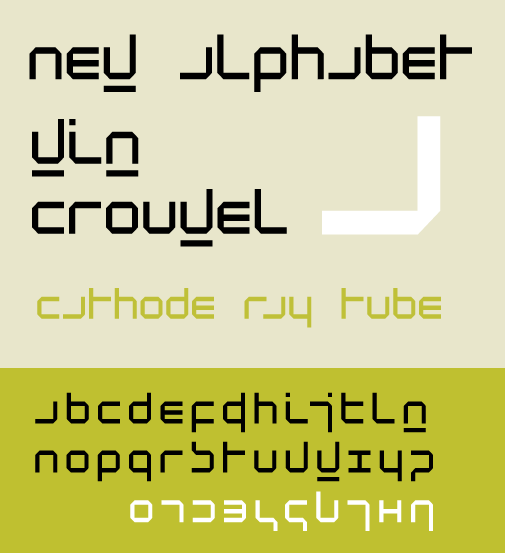
New Alphabet, espécimen tipográfico

Gridnik, espécimen tipográfico

Crouwel inició su carrera en 1955 creando diseños de exhibición, gráficos y productos junto con Kho Liang Ie. En 1963, fue uno de los fundadores del estudio de diseño Total Design, que permanece en activo hasta el día de hoy. A partir de 1964, Crouwel se encargó del diseño de los carteles, catálogos y exposiciones del Stedelijk Museum de Ámsterdam. En 1967 diseñó el tipo de letra New Alphabet, un diseño que abarca las limitaciones de la tecnología de tubo de rayos catódicos utilizada por las primeras pantallas de visualización de datos y equipos de fotocomposición, por lo que solo contiene trazos horizontales y verticales. Otras tipografías de su mano son Fodor y Gridnik. En 1970 diseñó el pabellón holandés para la Expo '70 ocurrida en Osaka, Japón. Posteriormente, Crouwel diseñó los sellos postales numéricos para el servicio de correos neerlandés PTT, los cuales se volvieron muy populares en el país durante los años de su circulación, entre 1976 y 2002.
En los años que Crouwel trabajó para Total Design, diseñó muchos wordmarks geométricos, uno de los cuales es el del banco holandés Rabobank, diseñado en 1973. La morfología de este logo se adaptó al condicionante de que tuvo que usarse como caja de luz 3D. Una vez finalizada la aplicación 3D, se adaptó el diseño 2D para impresión.[cita requerida]
Según Wim Crouwel, su tipografía New Alphabet era «exagerada y nunca tuvo la intención de ser realmente utilizada». Sin embargo, a pesar de lo ilegible que era, regresó en 1988 cuando el diseñador Brett Wickens usó una versión de la fuente en la carátula de Substance, álbum de Joy Division.
Además de su trabajo como diseñador gráfico, también fue docente. En la década de 1950 trabajó como profesor en la Royal Academy for Art and Design en Bolduque (actualmente llamada Akademie Voor Kunst en Vormgeving St. Joost o AKV|St. Joost) y en la predecesora de lo que ahora es Gerrit Rietveld Academie. Entre 1965 y 1985 estuvo vinculado al departamento de diseño industrial de la Universidad Tecnológica de Delft. De 1987 a 1993 fue catedrático en las áreas de Estudios de Historia, Arte y Cultura en la Universidad Erasmo de Róterdam. En los años 1985-1993 fue director del Museo Boijmans Van Beuningen en Róterdam.[cita requerida]
El trabajo gráfico de Crouwel es especialmente conocido y respetado por el uso de diseños basados en cuadrículas y tipografía que tiene sus raíces en el estilo tipográfico internacional.

## Premios
- Premio HN Werkman (1958)
- Premio Frans Duwaer (1965)
- Premio HN Werkman (1966)
- Premio Piet Zwart (1991)
- Premio Antón Stankowski (1991)
- Premio BKVB Funds Oeuvre (2004)
- Premio Gerrit Noordzij (2009)
- Tipo Medalla Director Club (2019)[3]